# Wilhelm Benecke (botaniker)
Friedhelm Wilhelm Benecke, född 23 september 1868, död 14 februari 1946, var en tysk botanist. Auktorsnamnet W.Benecke kan användas för Wilhelm Benecke (botaniker) i samband med ett vetenskapligt namn inom botaniken; se Wikipediaartiklar som länkar till auktorsnamnet.
Benecke blev professor i Münster 1916, och utgav ett flertal avhandlingar i växtfysiologi, dessutom Bau und Leben der Bakterien (1912), Pflanzenphysiologie (1923, tillsammans med Ludwig Jost) med flera arbeten.